# Idioteuthis hjorti
Idioteuthis hjorti är en bläckfiskart som först beskrevs av Chun 1913.  Idioteuthis hjorti ingår i släktet Idioteuthis och familjen Mastigoteuthidae. Inga underarter finns listade i Catalogue of Life.